# Liz McClarnon

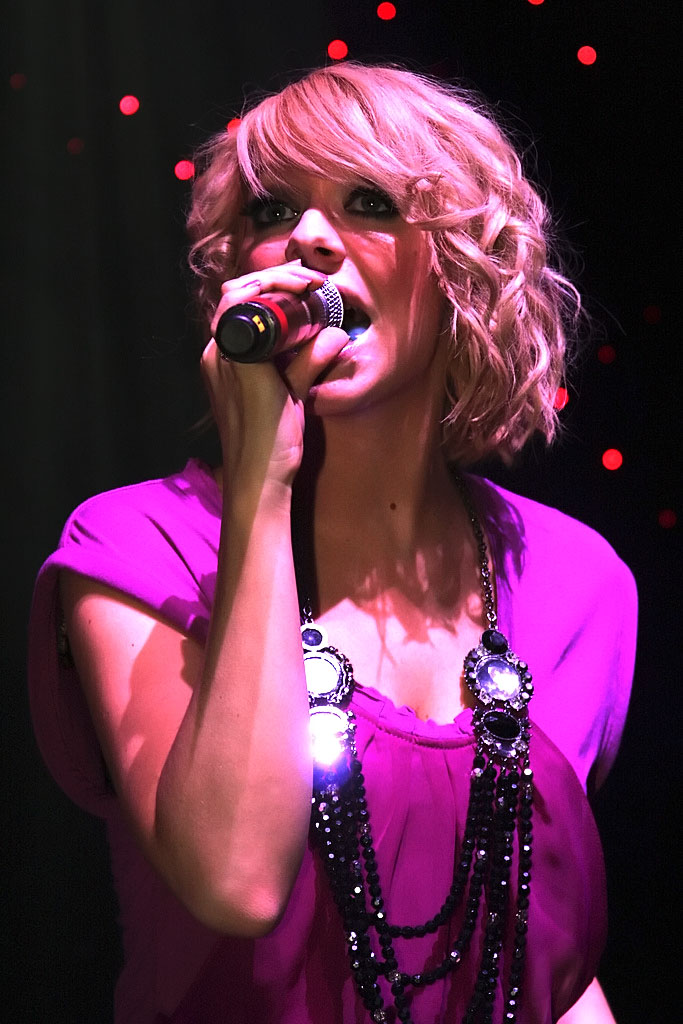
Liz McClarnon (2010)

Elizabeth Margaret „Liz“ McClarnon (* 10. April 1981 in Liverpool, Merseyside) ist eine britische Pop-Sängerin, Tänzerin, Moderatorin sowie gelegentliche Bühnenschauspielerin. Sie ist Gründungsmitglied der britischen Pop-Girlgroup Atomic Kitten.

## Biografie

### Atomic Kitten
1998 – als Liz McClarnon noch zur Schule ging – arrangierte ihr Musiklehrer ein Vorsingen beim Sänger der britischen Band OMD Andy McCluskey, der sich das Ziel setzte, eine neue Pop-Girlgroup zu gründen. Schließlich wurde McClarnon zusammen mit Heidi Range – die kurze Zeit später durch Natasha Hamilton ersetzt wurde – und Kerry Katona ein Teil der originalen Stammbesetzung der neugegründeten Band Atomic Kitten.
1999 veröffentlichten sie ihre Debüt-Single Right Now. 2001 verließ Katona aufgrund ihrer Schwangerschaft die Gruppe und wurde durch Jenny Frost ersetzt. Atomic Kitten verkauften weltweit mehr als 10 Millionen Alben und Singles. Der weitere Erfolg blieb auch nach der Trennung von McCluskey 2002 erhalten. Nach der Veröffentlichung des dritten Albums entschlossen sich Hamilton, McClarnon und Frost 2004 für eine Auszeit. In den Jahren 2005, 2006 und 2008 kam es zu kurzen Wiedervereinigungen bezüglich der Veröffentlichung von Benefiz-Songs. Anfang 2012 wurden Pläne zu einer Reunion angekündigt, die jedoch wegen der Differenzen zwischen Frost und Katona später wieder verworfen wurden. Schließlich kam es dennoch zur Reunion, als Atomic Kitten in der Anfang 2013 vom britischen Sender ITV2 ausgestrahlten Dokumentation The Big Reunion teilnahm. Die Besetzung brachte jedoch eine Änderung hervor; so war Katona statt Frost mit von der Partie. Am 28. März 2013 gab Hamilton bekannt, dass Frost jederzeit für ein Comeback willkommen wäre. Am 10. Juni 2020 nahmen Hamilton, McClarnon und hierfür auch Frost an einem Online-Interview als Teil der Life Stories – The Interview Series teil, welches von der Therapeutin Lisa Johnson und Hamilton selbst moderiert wurde. Die Band diskutierte über ihre gemeinsame Zeit und die Auswirkungen, die die Mitgliedschaft in einer Girlgroup auf ihre individuelle psychische Gesundheit hatte. Am 6. Juli 2021 veröffentlichten McClarnon, Hamilton und hierfür auch Frost zur Unterstützung der englischen Fußballnationalmannschaft bei der Europameisterschaft 2021 und zu Ehren ihres Trainers Gareth Southgate ein Remake von Whole Again mit dem Titel Southgate You’re the One (Football’s Coming Home Again).

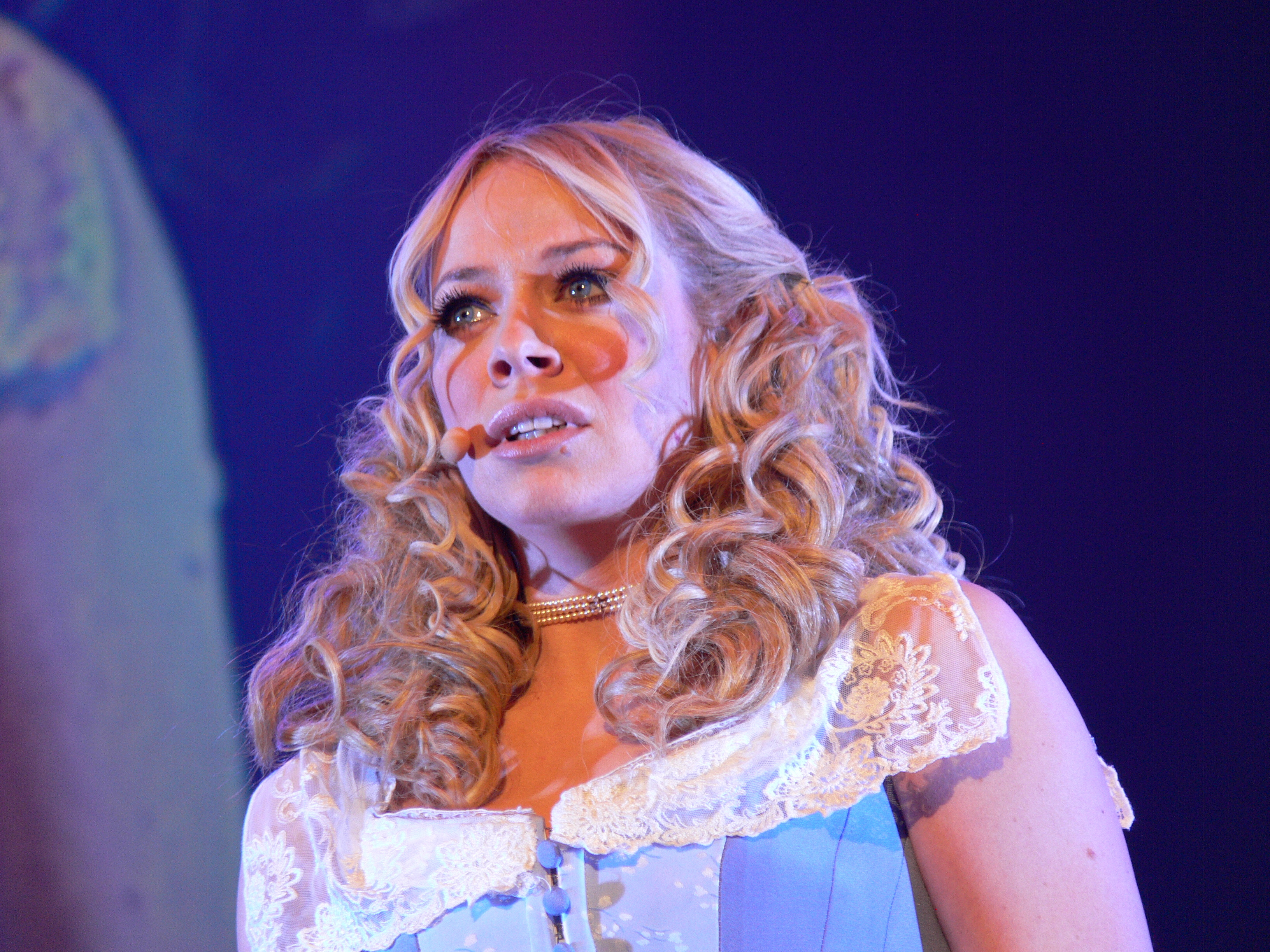
McClarnon als Beth in Jeff Wayne’s Der Krieg der Welten (Dublin, 2010)

### Solokarriere
McClarnon nahm im Juni 2005 zusammen mit Hamiltons Ex-Freund Fran Cosgrave an der ITV-Reality-Dating-Show Celebrity Love Island teil, wo sie es bis ins Finale schaffte. 
Anfang 2006 veröffentlichte sie ihre Debüt-Solo-Single, eine Coverversion des Barbra-Streisand-Klassikers Woman in Love, welche es bis auf Platz 5 der britischen Singlecharts schaffte.
2007 nahm McClarnon mit dem Song (Don’t It Make You) Happy am britischen Vorentscheid zum Eurovision Song Contest 2007 teil, scheiterte dort jedoch als vorletzte.
2018 gab sie bekannt, durch die Eagles von Country-Musik inspiriert worden zu sein, und trat im selben Jahr mit selbstgeschriebenen Songs auf dem Country-Festival „C2C: Country to Country“ in der Londoner O2 Arena auf.

## Diskografie

### Singles
- 2006: Woman in Love
- 2006: I Get the Sweetest Feeling
- 2007: (Don’t It Make You) Happy
- 2009: Lately
- 2010: Not in Love